# Пономарёв, Александр Евгеньевич
Алекса́ндр Евге́ньевич Пономарёв (род. 21 мая 1957, Днепропетровск) — российский художник, Действительный Член  РАХ (2024), кавалер французского ордена «За заслуги в литературе и искусстве».

## Биография
В 1973 году окончил школу изобразительных искусств в Орле, в 1979 году — Высшее инженерно-морское училище в Одессе. Оставил флотскую карьеру и за тридцать лет творческой деятельности осуществил более 100 выставок и художественных проектов в российских и зарубежных музеях, выставочных центрах и галереях. Его проекты принимали и поддерживали Государственная Третьяковская галерея, Государственный Русский музей, музей Лувр (Франция), Новый национальный музей Монако, Национальный музей современного искусства им. Жоржа Помпиду, Музей науки и техники Парижа, Национальный музей Сингапура, художественные музеи Красноярска, Самары, Орла, Екатеринбурга, Художественный музей Пикарди, Центр современного искусства Луизы Мак-Бейн, Музей современного искусства великого герцога и другие.
В качестве главного художника осуществил проект российского павильона на Всемирной выставке Экспо-98 в Лиссабоне.
По приглашению министерства культуры Франции осуществил проект в соборе Сан-Луис-Салпетриер в Париже.
Совместно с военно-морским и научным флотами России осуществил ряд художественных проектов в мировом океане, а также в Арктике, Гренландии и Антарктиде.
Член Московского союза художников с 1992 года, член Международного союза художников, Союза художников России. Дважды стипендиат мэрии Парижа. Стипендиат Фонда Александра Кальдера (Нью-Йорк-Париж). Участник Московских биеннале современного искусства.
В 2007 году представлял Россию на 52-й Биеннале современного искусства в Венеции.
В 2009 году реализовал специальный проект «Субтициано (Всплытие субмарины в Гранд Канале)» на 53-й Биеннале современного искусства в Венеции.
Академик Российской академии художеств.
В 2008 году правительством Франции удостоен звания «Офицера Ордена искусств и литературы» (Officier d’ordre des Arts et des Lettres). Живёт и работает в Москве.

## Работы находятся в собраниях
- Коллекция Министерства культуры РФ, Москва, Россия.
- Государственный Русский музей, Санкт-Петербург, Россия.
- Государственная Третьяковская галерея, Москва, Россия.
- Национальный Музей современного искусства имени Жоржа Помпиду, Париж, Франция.
- ФНАК (Национальный Фонд современного искусства), Париж, Франция.
- ФРАК (Региональный фонд современного искусства), Бретань, Франция.
- Художественный музей Пикардии, Амьен, Франция.
- Государственный Центр Современного Искусства, Москва.
- Орловский музей изобразительных искусств, Орёл, Россия.
- Центр художественной культуры, Киев.
- Коллекция Великой Герцогини Люксембургской, Люксембург.
- Национальный музей, Сингапур.
- Foundation F.R. Weisman, Лос-Анджелес, США.
- Judishes Museum Reihnsburg, Рейнсбург, Германия.
- Zimmerli Art museum, Rutgers University, Нью-Браусвик, США.
- Universitat Jaum I, Кастельон-де-ла-Плана, Испания.
- Музей изобразительных искусств, Нижний Тагил, Россия.
- Музей изобразительных искусств, Екатеринбург, Россия.
- Музей изобразительных искусств, Красноярск, Россия.
- Частные коллекции в России, Франции, Германии, Испании, Италии, Люксембурге, Сингапуре, США, Польше, Дании, Швейцарии, Португалии.

## Персональные выставки
- 1990 — Совместный проект с А. Константиновым. Галерея Эрмитаж, Москва
- 1991 — Центр современного искусства, Москва.
- 1991 — Совместный проект с Е. Горчаковой. Галерея «Восток и Запад», Копенгаген.
- 1992 — Галерея Espai 29, Кастельон-де-ла-Плана, Испания.
- 1993 — Галерея «6 февраля», Валенсия, Испания.
- 1996 — Галерея «Кино», Москва.
- 1996 — «Корабельное воскресенье». Государственная Третьяковская галерея, Москва.
- 1998 — «Дыхание океана». Всемирная выставка «ЭКСПО 1998», Лиссабон, Португалия
- 1998 — Центр современного искусства фонда Сороса, Москва.
- 2001 — Галерея «Палитра», Харьков, Украина.
- 2001 — «Майя. Потерянный остров». «Крокин- галерея», Москва.
- 2002 — «Дым без огня». Музей им. А. Сахарова, Москва.
- 2002 — «Память воды». Музей науки и техники, Париж.
- 2003 — «Утилизация стай», этап 1, проект «База».
- 2003 — Резиденция Министерства культуры Франции, Ателье Кальдера, Саше, Франция.
- 2003 — «Утилизация стай», этап 3, проект «Какая глубина? Какая глубина!». Выставочный зал, Тур, Франция.
- 2004 — Центр TNT, Бордо, Франция.
- 2005 — «Tопология абсолютного нуля», 1-я Московская биеннале современного искусства, специальный проект. Москва.
- 2005 — «Северный след Леонардо». Галерея Nina Lumer, Милан, Италия.
- 2005 — Галерея Rabouan-Moussion, Париж.
- 2005 — Монумент-Артефакт Жюлю Верну в бухте Соммы, проект. Выставочный зал Кортуа, Франция.
- 2006 — «В Саду у волчьих стай», проект музея Лувр. Сад Тюильри, FIAC 2006, Париж.
- 2006 — «Нарцисс наоборот». Центр современного искусства «Гранит», Бельфорт, Франция.
- 2007 — 52 биеннале современного искусства в Венеции, проекты для российского павильона, Италия.
- 2007 — «Параллельная вертикаль», центральный проект 36-го выпуска Осеннего фестиваля. Собор Салпетриер, Париж.
- 2007 — «Секретный фарватер», специальный проект, вторая биеннале современного искусства в Москве.
- 2008 — «Поверхностное натяжение». Галерея Cueto Project, Нью-Йорк
- 2008 — «Точка зрения». Галерея Nina Lumer, Милан, Италия.
- 2008 — «Выйти на поверхность». MNMN(Новый национальный музей Монако), Монте-Карло.
- 2009 — «Субтициано». 53 Биеннале современного искусства в Венеции.
- 2009 — «Sub-Zero». Студия Вольфа фон Ленкевица, Лондон.
- 2009 — «Обратные связи». 3-я Биеннале Современного искусства (Москва)
- 28 сентября 2023 — 14 января 2024 — «Я безумен только в норд-норд-вест», Третьяковская галерея

## Акции
- 1995 Акция «Корабельное воскресенье». Балтийское море.
- 1996 Объект-акция «Северный след Леонардо». Северный Ледовитый океан.
- 2000 Акция «Майя. Потерянный остров». Баренцево море.
- 2001 «Путешествие из Непала в Тибет», Гималаи.
- 2003 Акция-перформанс «Круиз». Фестиваль современного искусства Арт-Клязьма, Московская область, Россия.
- 2003 Объект-акция «Утилизация стай» Этап 3. «Какая глубина? Какая глубина!». Река Луара, Тур, Франция.
- 2003 Проект « Утилизация стай», этап 2, объект-акция «Мобильное в мобильном», Реализация акции в Средиземном море (Тессалоники, Касис, Марсель, Сагунто, Валенсия).
- 2003 «Плавающие художественные мастерские». Проект ассоциации «Аполлония», Страсбург, Франция.
- 2004 Акция «Tопология абсолютного нуля». Теплоход «Академик Сергей Вавилов», теплоход «Академик Йоффе», Антарктика.
- 2005 Акция «Безнадежная почта». Южный океан.
- 2006 Акция «Баффинова фигура». Теплоход «Академик Йоффе», Море Баффина, Арктика.
- 2006 Акция «Глубоководная графика». Теплоход «Академик Йоффе», Море Баффина, Арктика.